# Mnihla
Pour la délégation, voir Mnihla (délégation).
Mnihla (arabe : المنيهلة) est une municipalité du gouvernorat de l'Ariana rattachée à l'agglomération du grand Tunis.
Il s'agit d'une cité populaire créée dans les années 1970 avec l'arrivée de populations issues de la migration intérieure. Ancien quartier construit dans l'illégalité, il est ensuite intégré dans le schéma directeur de l'agglomération tunisoise.
La municipalité est créée le 26 mai 2016 d'une scission de la municipalité d'Ettadhamen-Mnihla.

## Quartiers
La ville est scindée en deux parties : Mnihla proprement dite, composée des quartiers El Basatin, Al Saffa et Aishish, et Mnhila supérieur, située plus en hauteur et qui est composée des quartiers de Al-Kilani, Al-Kaabi, et Al-Saffa 2.